# Hydra oligactis
Espèce
Hydra oligactis est une espèce d'hydre largement répandue dans le nord de la zone tempérée. Il s'agit d'un organisme commun trouvé dans les eaux calmes du début du printemps jusqu'à la fin de l’automne.